# Xiyukannemeyeria brevirostris
Xiyukannemeyeria brevirostris è un terapside estinto, appartenente ai dicinodonti. Visse nel Triassico medio (Anisico, circa 246 - 242 milioni di anni fa) e i suoi resti fossili sono stati ritrovati in Asia.

## Descrizione
Questo animale era un dicinodonte di media taglia, lungo almeno un metro e mezzo. Era molto simile a Parakannemeyeria, al quale precedentemente era associato, ma se ne differenziava per alcuni aspetti, tra cui un muso insolitamente corto e rivolto verso il basso, con processi del mascellare molto ampi e lunghi e zanne piccole, ed era presente una cresta nasale mediana sulla superficie preorbitale, altrimenti liscia. Vi era inoltre un restringimento del prefrontale nell'angolo anterodorsale dell'orbita, Le aperture temporali erano corte, così come la regione intertemporale allargata. Il forame interpterigoideo era piccolo, mentre la sinfisi mandibolare era corta. 

## Classificazione
Xiyukannemeyeria era un tipico rappresentante dei kannemeyeriiformi, un gruppo di dicinodonti diffusi nel Triassico e di grosse dimensioni. In particolare, Xiyukannemeyeria potrebbe essere un membro vicino a Parakannemeyeria e allo stesso Kannemeyeria, oppure un membro più arcaico di questo clade, comunque in una posizione più derivata rispetto a Shansiodon e Dinodontosaurus.
Il genere Xiyukannemeyeria venne istituito nel 2003, per accogliere la specie descritta precedentemente come Parakannemeyeria brevirostris, descritta nel 1978 sulla base di un cranio rinvenuto nella zona di Fukang in Cina; un altro esemplare attribuito a questa specie è stato rinvenuto nella zona di Turfan, nello Xinjiang, ed è stato fondamentale per comprendere la differenza a livello generico di questa specie. 